# Cellamare
Cellamare è un comune italiano di 5 799 abitanti della città metropolitana di Bari in Puglia. Vi si conserva il vecchio castello baronale di origine medievale (XIII secolo), ma ricostruito e riadattato da fortezza militare a residenza signorile nel XVI secolo. Nelle campagne, sulla via per Rutigliano, si conserva un menhir di imprecisata datazione.

## Geografia fisica
Il centro abitato è 12 km a sud-est della città di Bari.
Il territorio comunale è posto ai margini meridionali della conca di Bari; confina con Capurso, Casamassima e Noicattaro, risultando il comune meno esteso dell'intera città metropolitana.

## Storia

### Preistoria
Nel territorio di Cellamare non vi sono tracce di insediamenti risalenti all'età della pietra. Solo verso il XV secolo a.C., nell'Età del bronzo, la vita si affaccia nella zona detta Cocevole, ad un paio di chilometri dal paese, sulla via vecchia per Casamassima. È qui che si sviluppò il primo insediamento nell'area dell'odierna Cellamare.
Dai numerosi reperti ritrovati nella zona è facile dedurre che si trattò di un insediamento di eccezionale importanza e che occupò una grande area di territorio. La posizione favorevole derivava dal fatto che l'avvallamento che oggi si osserva era un'importante via canale (solco torrentizio) che partiva da Monte Sannace, presso Gioia del Colle, proseguendo in direzione della vicina Cellamare e di Azetium, che si trovava tra Noicattaro e Rutigliano, e passando dinanzi alla chiesetta rurale dell'Annunziata, nel territorio di Rutigliano, sfociava nell'Adriatico dove oggi è la baia di San Giorgio a sud di Bari.
Le attività praticate erano la pastorizia e l'agricoltura. La maggior parte dei reperti, riportati in superficie durante i lavori di trasformazione delle colture, è andata persa. Non sono pochi i contadini, i più anziani, che possono testimoniare che gli aratri meccanici hanno fatto riaffiorare decine di lastroni calcarei, cocci, anse ed oggetti di pietra. Nella stessa zona si trovano, come dicono i contadini, i paretoni. Si tratta delle "muragge", ossia muri formati di pietre, poste le une sulle altre con bravura e perizia, senza malta, a secco.
Diversi storici ritengono si tratti di monumenti sepolcrali, i "dolmen". Esistono tre principali tipi di dolmen: il primo è costituito da una galleria con lastroni di pietra laterali, sormontati da altri lastroni, poi coperti da un cumulo di pietrame a forma ellittica; il secondo consiste in un sarcofago in pietra, ricoperto come il precedente da pietrame a forma ellittica; il terzo, più modesto, consta di un piccolo sarcofago monolitico coperto da un minuscolo cumulo di pietre. Quest'ultimo tipo è quello presente nel territorio di Cellamare, in agro Cocevole.

### Medioevo
Le origini di Cellamare si fanno risalire al secolo XI; l'unico documento attendibile in tal senso può essere considerato uno statuto delle città e delle terre appartenenti all'Arcidiocesi di Bari, compilato nel 1171 dall'arcivescovo Rainaldo nel quale per la prima volta si cita una località di nome Cellamare o Cellamarii.
Alcuni storici sono invece concordi nel segnalare l'esistenza di questo sito o villaggio di pastori e contadini in concomitanza con le escursioni saracene. Si racconta infatti che nel 988 i Saraceni attuarono una delle più feroci incursioni nel territorio intorno a Bari, depredando le popolazioni ed incendiando le loro abitazioni. Dopo aver distrutto Ceglie e Valenzano si trasferirono nel territorio di Capurso, ma qui furono respinti ed uccisi dai capursesi e cellamaresi. La zona ancora oggi viene chiamata Massaracina per ricordare il massacro dei saraceni.
In quanto al toponimo "Cellamare" gli storici rimandano all'episodio riguardante l'arcivescovo di Bari Giovanni V, che a seguito della distruzione di Bari perpetrata dal sovrano normanno Guglielmo il Malo si rifugiò col suo seguito nel territorio che da allora mutò il nome da Cella Amoris in Cella Amaris per sottolineare il dolore degli esuli.
Si ignora come e quando Cellamare si tramutò in feudo. Il primo signore di cui si hanno notizie è Roberto Venato. Gli successe il fratello Galeotto Venato, morto nel 1294. Con la sua scomparsa il feudo di Cellamare passò al Regio Fisco, cioè allo Stato per mancanza di eredi. Trasformatosi nuovamente in feudo nel 1407, Cellamare fu appannaggio di diverse famiglie (Sandionigi, Di Sangro, Marra, Giudice Caracciolo), fino a quando con l'avvento di Murat passò al regno di Napoli.

### Simboli
Lo stemma storico è stato approvato con delibera podestarile n. 50 del 30 luglio 1932 e ufficialmente riconosciuto con DCG del 19 novembre 1934 e raffigura, in campo d'argento, una sirena che esce dalle acque di un mare fluttuoso d'azzurro; con il capo di porpora.
Il gonfalone, concesso con regio decreto del 23 agosto 1934, è un drappo di azzurro.

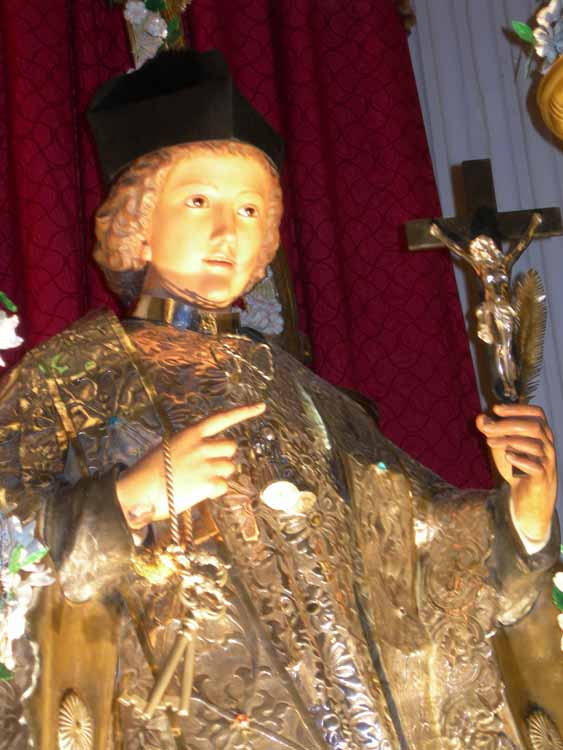
Statua di Sant'Amatore

## Il santo patrono: sant'Amatore
Amatore nacque a Tucci, identificabile oggi con Martos in Andalusia. Apprese dai genitori ad amare Dio e il prossimo, specie i sofferenti. Perduta la madre, il padre prese Amatore e gli altri figli e si trasferì a Cordova per mandarli a scuola. Il suo maestro fu il dotto e santo vescovo Eulogio, anch'egli futuro martire.
Infuriando la persecuzione musulmana, si unì ad un monaco di nome Pietro, a Ludovico (fratello di Paolo, diacono e martire), entrambi cordovesi, e si lanciò con loro alla conquista delle anime. Furono catturati e trucidati, e i loro corpi furono gettati nel fiume Guadalquivir il 30 aprile 855. Dopo alcuni giorni i tre cadaveri, trovati sulla spiaggia di Beta, furono raccolti da mani pietose.
Il papa Clemente X dava la reliquia insigne di sant'Amatore al Duca di Giovinazzo, Domenico De Iudice, mossosi a Roma in missione di ubbidienza con Pietro di Aragona, luogotenente del Re di Napoli. Il Duca di Giovinazzo la donava a Cellamare verso l'anno 1670.

## Monumenti e luoghi d'interesse

### Architetture religiose

#### Chiesa della Santissima Annunziata
L'attuale chiesa della Santissima Annunziata è costruita sulle fondamenta di un'altra antica chiesa, edificata dall'arcivescovo Rainaldo (1171-1188). La nuova chiesa fu costruita nel 1854 sotto l'arcivescovo di Bari Michele Basilio Clary, come si rileva dall'epigrafe posta sotto l'architrave della porta maggiore.
La pianta è ad una navata con tre cappelle per lato. All'interno è possibile ammirare un pregevole dipinto su tavola raffigurante lo "sposalizio di Santa Caterina". Il dipinto è attribuito alla scuola fiorentina del XII secolo.
Sullo stesso piano della facciata si eleva la torre campanaria, costituita da grossi conci in pietra e divisa in due ordini. Quello inferiore ha una luce quadrilobata in cornice circolare; l'ordine superiore, che si sopraeleva dall'altezza della chiesa, è la cella campanaria con lesene angolari e bifore.

### Architetture civili

#### Castello baronale
Il castello baronale di Cellamare venne edificato nel XV secolo e intitolato ai Del Giudice - Caracciolo.

#### Torre dell'Orologio

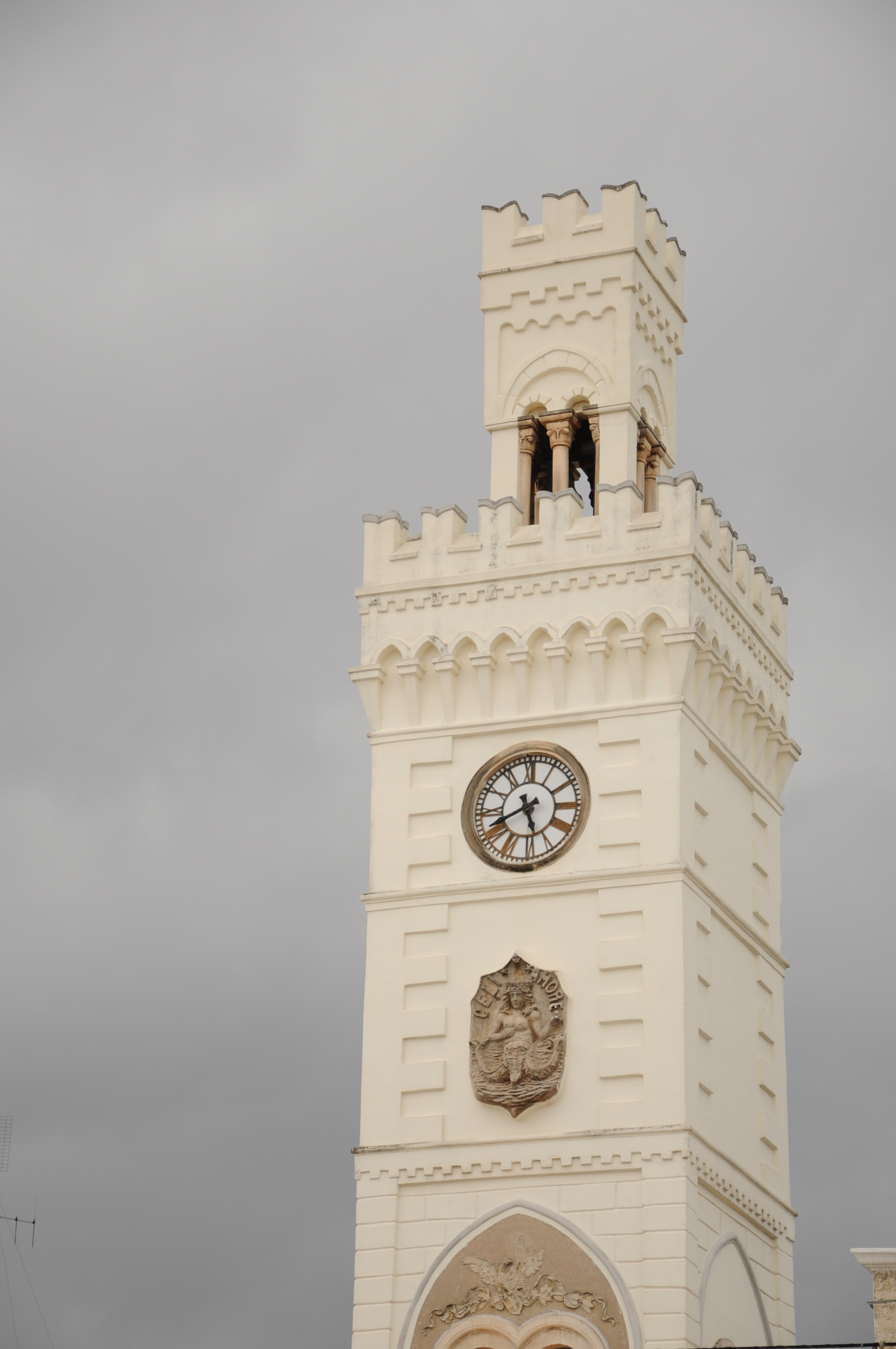
Torre dell'Orologio

La Torre Civica, comunemente chiamata Torre dell'Orologio, si erge in largo Don Bosco di fronte alla chiesa matrice. Realizzata nel 1923, è composta da un basamento trapezoidale. Una piccola scaletta interna conduce al piano del loggiato dotato di quattro bifore, una su ogni lato, costituite da tre colonnine in pietra locale. Il secondo piano è decorato da una scultura a bassorilievo che raffigura lo stemma comunale.

#### Menhir di Cellamare
In territorio di Cellamare, e precisamente al confine con il territorio di Noicattaro, strada della Cappella, sulla via per Rutigliano, è ubicato un menhir. Quel blocco di pietra, su cui è incisa la parola "NOJA", ha un grande valore archeologico e ha millenni di vita.
Il significato di questi monoliti è tuttora oggetto di studi. Diversi sostengono che la loro funzione fosse quella di segnalare il confine tra territori. Non manca chi sostiene che fossero punti di riferimento per la viabilità dell'epoca. Il menhir di Cellamare è un segno dimostrativo (forse unico) del sistema antico divisionale dei territori amministrativi.

## Società

### Evoluzione demografica
Abitanti censiti

### Etnie e minoranze straniere
Gli stranieri residenti nel comune al 31 dicembre 2016 erano 26.

## Cultura

### Istruzione
Cellamare dispone di una scuola materna, una scuola elementare e una scuola media.

### Televisione
Nell'aprile del 2015 si sono svolte delle riprese nel centro storico di Cellamare per la sitcomedy I Comisastri 3 di Piero Bagnardi, in onda sulla rete locale Antenna Sud.

## Infrastrutture e trasporti
Il principale asse viario che serve Cellamare è la Strada statale 100 di Gioia del Colle che corre a ovest del centro urbano.
La stazione ferroviaria più vicina è a 4 km, nel comune di Capurso, sulla linea ferroviaria Bari-Taranto delle Ferrovie del Sud Est. Gli autobus delle Ferrovie del Sud Est collegano, comunque, Cellamare con i comuni di Bari, Capurso, Triggiano, Noicattaro e Rutigliano.

## Amministrazione
Di seguito è presentata una tabella relativa alle amministrazioni che si sono succedute in questo comune.
| Periodo        | Periodo        | Primo cittadino      | Partito                              | Carica  | Note   |
| -------------- | -------------- | -------------------- | ------------------------------------ | ------- | ------ |
| 24 giugno 1985 | 2 giugno 1990  | Nicola Ronchi        | Democrazia Cristiana                 | Sindaco | [ 10 ] |
| 2 giugno 1990  | 24 aprile 1995 | Nicola Ronchi        | Democrazia Cristiana                 | Sindaco | [ 10 ] |
| 24 aprile 1995 | 14 giugno 1999 | Marisa Santa Mariani | Coalizione civica di centro-destra   | Sindaco | [ 10 ] |
| 14 giugno 1999 | 14 giugno 2004 | Marisa Santa Mariani | Alleanza Nazionale                   | Sindaco | [ 10 ] |
| 14 giugno 2004 | 8 giugno 2009  | Michele Laporta      | Coalizione civica di centro-sinistra | Sindaco | [ 10 ] |
| 8 giugno 2009  | 26 maggio 2014 | Michele Laporta      | Lista civica                         | Sindaco | [ 10 ] |
| 26 maggio 2014 | 27 maggio 2019 | Michele De Santis    | Lista civica: Uniti per cellamare    | Sindaco | [ 10 ] |
| 27 maggio 2019 | 09 giugno 2024 | Gianluca Vurchio     | Lista civica: Insieme per Cellamare  | Sindaco | [ 10 ] |
| 09 Giugno 2024 | in carica      | Gianluca Vurchio     | Lista civica: Insieme per Cellamare  | Sindaco | [ 10 ] |

### Gemellaggi
- Martos[11]

## Sport
Le due squadre di calcio di Cellamare sono: l'A.S.D. Cellamare 2005, che milita nel girone A pugliese di promozione, e A.S.D. New Team Cellamare, fondata nel 2008, che ha disputato il campionato regionale di Seconda Categoria.